# أندرو ميلر
أندرو ميلر (بالإنجليزية: Andrew Miller (North Dakota)) (و. 1870 – 1960 م)هو سياسي، ومحامي، وقاضي من الولايات المتحدة الأمريكية .
وهو عضو في الحزب الجمهوري .